# Autostrada 22 (Izrael)
Autostrada 22 (hebr. כביש 22) – autostrada budowana w aglomeracji miejskiej Hajfy, w Izraelu. Po jej ukończeniu powstanie nowoczesna obwodnica centrum Hajfy, która odciąży zatłoczoną drogę ekspresową nr 4 . Dodatkowo powstanie bezpośrednie połączenie z nr 79 .

## Plany budowy
W latach 70. XX wieku powstał plan stworzenia alternatywnej drogi dla zatłoczonej nadmorskiej trasy z Hajfy do Akki. Jednakże problemy finansowe i kwestie biurokratyczne uniemożliwiły realizację tego planu. Obecnie autostrada jest budowana w ograniczonym zakresie, ze środków państwowych.